# Ithomia glycon
Ithomia glycon är en fjärilsart som beskrevs av Frederick DuCane Godman 1899. Ithomia glycon ingår i släktet Ithomia och familjen praktfjärilar. Inga underarter finns listade i Catalogue of Life.